# Sonny Munroe
Sonny Munroe (Originaltitel: Sonny with a Chance) ist eine US-amerikanische Fernsehserie der Walt Disney Company. Die deutsche Erstausstrahlung fand am 29. Mai 2009 auf dem Disney Channel statt. Dabei wurde die erste Episode Sketchy Begins ausgelassen und anstatt dessen die zweite Episode West Coast Story als erste Folge genommen. Die eigentlich erste Folge Der erste Tag wurde erst am 19. Dezember 2009 im Disney Channel ausgestrahlt. Im Juni 2009 wurde bestätigt, dass es eine zweite Staffel von Sonny Munroe geben wird, die Dreharbeiten dafür begannen im November 2009. Am 8. November 2009 strahlte Super RTL die zweite Folge West Coast Story aus. Die regelmäßige Ausstrahlung läuft seit dem 26. Februar 2010 auf Super RTL. Die zweite Staffel wird seit dem 14. März 2010 auf dem amerikanischen Disney Channel ausgestrahlt. Die Ausstrahlung der zweiten Staffel auf dem deutschen Disney Channel hat am 3. September 2010 mit der Folge Sonnys Song begonnen. Aus gesundheitlichen Gründen verließ Demi Lovato die Serie vor Beginn der dritten Staffel. Die Serie wurde deshalb als Spin-off unter dem Namen So Random! fortgeführt.

## Inhalt
Sonny Munroe ist ein ganz normales Mädchen, bis sie eines Tages durch ein Bewerbungsvideo im Internet eine Rolle in der Fernsehserie „So ein Zufall!“ (So Random!) bekommt und dadurch die Gruppe wieder komplettiert, nachdem erwähnt wird, dass ihre Vorgängerin Mandy die Show verließ. Zusammen mit ihrer Mutter zieht sie deshalb von Wisconsin nach Hollywood, wo sie neue Freunde aber auch Feinde findet. Sie sammelt erste Eindrücke und Erfahrungen über das Leben in Hollywood, mit der Schauspielerei, Stars und die Erschaffung eines positiven Images in den Medien.

## Charaktere

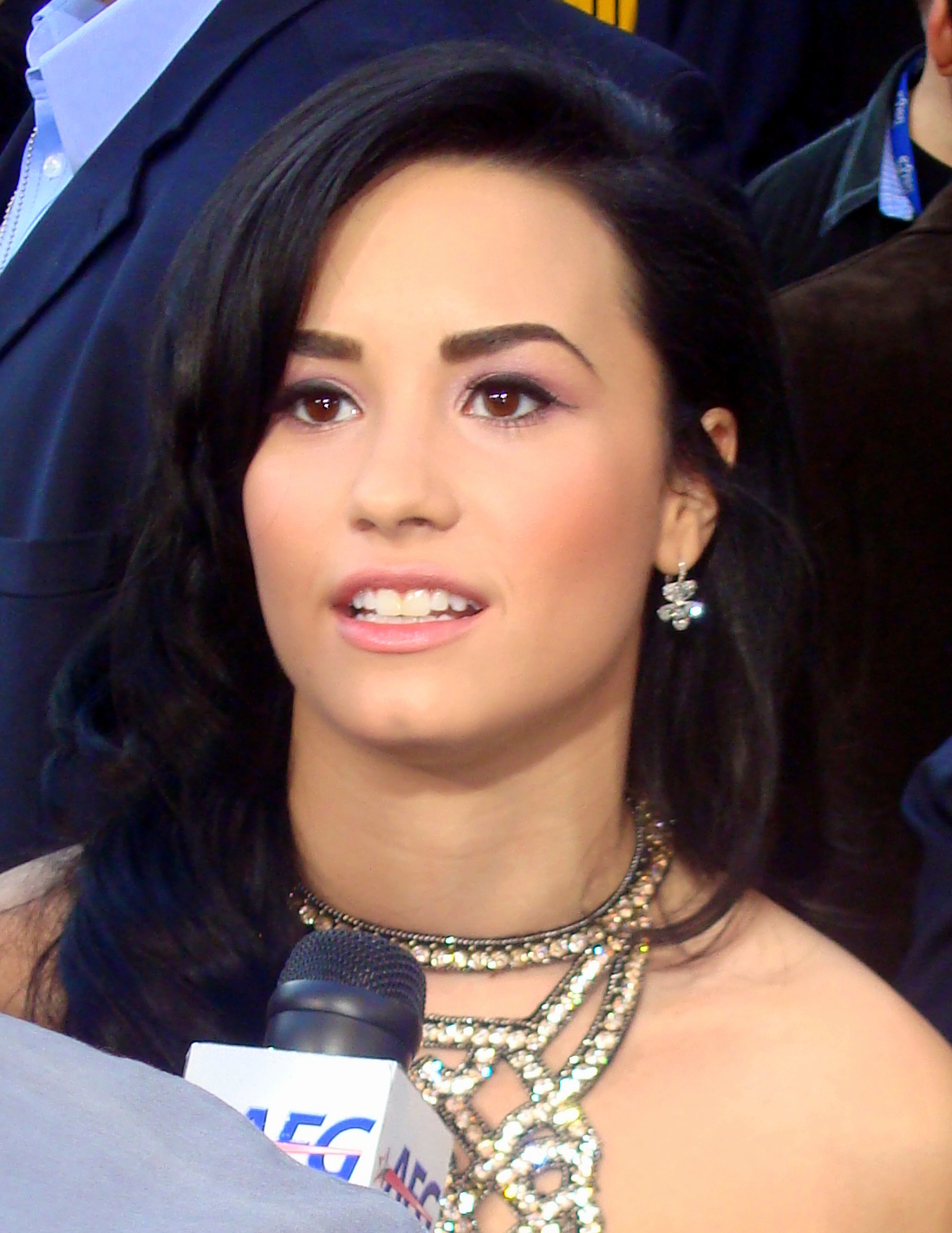
Demi Lovato spielt Sonny

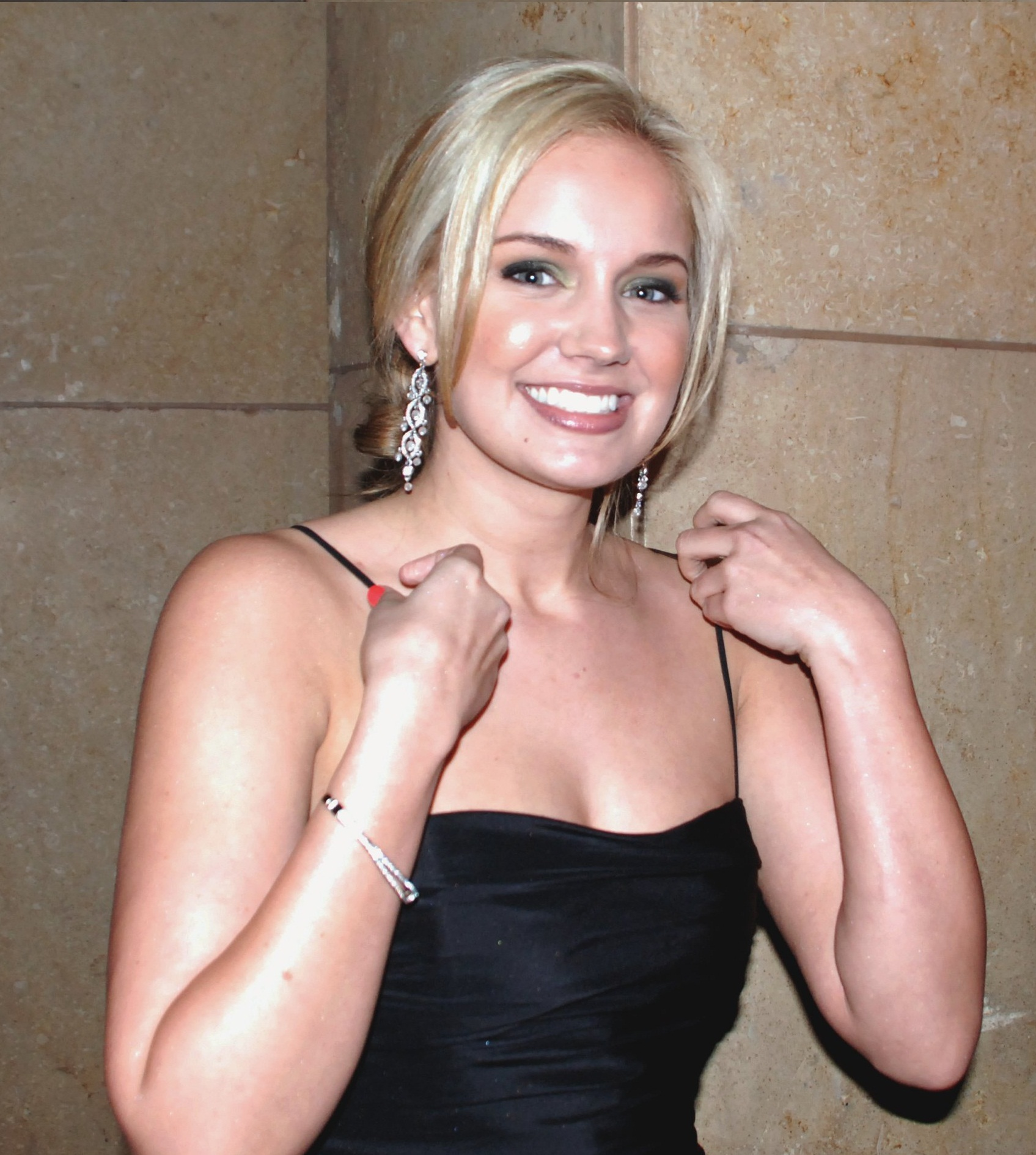
Tiffany Thornton spielt Tawni

Allison „Sonny“ Munroe
Sonny (Demi Lovato) ist das neueste Mitglied von So ein Zufall!. Sie kommt aus Middleton, Wisconsin. In der ersten Folge wird erwähnt, dass „Mandy“, die aber niemals vorgestellt wurde, früher ein Mitglied von So ein Zufall! war, aber die Sendung verließ, woraufhin Sonny aufgenommen wurde. Sonny ist ein freundliches und fürsorgliches Mädchen und bekannt dafür, nett und lustig zu sein. Sie gibt ihr Bestes um ihren Freunden dabei zu helfen, schwierige Situation zu überwinden oder ihre Träume zu erreichen. Die Erfolgsquote ist dabei aber keineswegs garantiert und Sonny gerät häufig selbst in Schwierigkeiten. Ihre Freunde sind Nico, Grady, Zora und in den späteren Folgen auch Tawni. Außerdem führt sie zum Hauptdarsteller des mit „So ein Zufall“ konkurrierenden Teen-Dramas Mackenzie Falls, Chad Dylan Cooper, eine Liebes/Hass-Beziehung. Mit der Zeit und mit jeder Folge scheinen ihre Gefühle für ihn aber zu wachsen, auch wenn sie das selbst nicht wahrhaben will. In der Folge „Sonny und die Falls“ bzw. „Sonny und die Falls, Teil 2“ werden die beiden schließlich ein Paar. Später in „Sonny With A Choice“ trennen sie sich jedoch nach einem Streit wieder.
Tawni Hart
Tawni (Tiffany Thornton) ist ein sehr verwöhntes, verdorbenes und manipulatives Mädchen und Mitglied bei „So ein Zufall“. Sie ist eine Schauspielerin seit ihrer ersten Windel-Werbung. Ihr größtes Interesse liegt auf ihrem Aussehen und verschiedenen Beauty-Produkten, so zum Beispiel dem „Coco Moco Coco“-Lippenstift. Tawni wird schnell wütend, wenn sie nicht das bekommt, was sie will. Anfangs kann sie Sonny nicht leiden, da sie nicht die bisher ihr zugekommene Aufmerksamkeit mit einem anderen hübschen Mädchen teilen will. Man kann darüber mutmaßen, dass sie für den Ausstieg von Mandy verantwortlich ist. Später aber fängt sie an, Sonny zu mögen, auch wenn die beiden recht entgegengesetzte Persönlichkeiten haben und kaum in einem Punkt einer Meinung sind.
Chad Dylan Cooper
Chad (Sterling Knight) ist der Star des Tween Weekly Magazines und der Konkurrenz-Show Mackenzie Falls. Als er noch kleiner war, hieß er Chad Dylan Goldfarb. Er hält sich und seine Serie für „anders, was besser ist“. Chad ist meistens sehr egozentrisch und eingebildet, kann aber auch nett und freundlich sein. Man ertappt ihn meisten beim Lächeln, wenn er in der Nähe von seinem heimlichen Schwarm Sonny ist. Obwohl die meisten Menschen ihm vorwerfen, ein Idiot zu sein, verehren ihn andere und bezeichnen ihn als nett, beliebt und süß. Chad hat einen Führerschein und besitzt einen BMW Z4 sowie einen Ford Mustang V. Chad besitzt außerdem ein eigenes Flugzeug mit dem Namen AirChad. In der Folge Sonny with a Secret riskierte er sein Leben für Sonny, das zeigt, dass er auch eine romantische und nette Seite hat.
Nico Harris
Nico (Brandon Mychal Smith) ist ein wichtiges Mitglied der Besetzung von „So ein Zufall!“ und ist am besten mit Grady befreundet. Man sieht die beiden so gut wie nie getrennt. Nico hat immer wieder neue Ideen, die meistens jedoch völlig aus dem Ruder geraten. Er hat häufig einen Hut auf und verehrt Mädchen über alles. Nico hatte seine eigene Show namens NICO.
Grady Mitchell
Grady (Doug Brochu) ist ein weiteres Mitglied der Besetzung von „So ein Zufall“ und kommt aus Orlando, Florida. Sein bester Freund ist Nico. Er ist ein verrückter Junge und sehr ungeduldig wenn es ums Essen geht.
Zora Lancaster
Zora (Allisyn Ashley Arm) ist mit ihren 11 Jahren das jüngste Mitglied von „So ein Zufall“. Sie hat eine sehr seltsame Persönlichkeit und ist etwas schrill und verrückt. Trotzdem ist sie das intelligenteste Mitglied der Besetzung. Zora hatte in der Folge „Die Promi-Kamera Falle“ eine eigene Show, die ähnlich wie das deutsche Verstehen Sie Spaß? Prominente in lächerliche Situationen locken sollte. Außerdem besitzt sie eine Schlange.

## Besetzung

Originallogo

| Rolle             | Schauspieler         | Hauptrolle (Folge) | Nebenrolle (Folge) | Deutscher Synchronsprecher |
| ----------------- | -------------------- | ------------------ | ------------------ | -------------------------- |
| Sonny Munroe      | Demi Lovato          | 1.01–2.26          |                    | Annina Braunmiller         |
| Tawni Hart        | Tiffany Thornton     | 1.01–2.26          |                    | Tanya Kahana               |
| Chad Dylan Cooper | Sterling Knight      | 1.02–2.26          |                    | Nicolás Artajo             |
| Nico Harris       | Brandon Mychal Smith | 1.01–2.26          |                    | David Turba                |
| Grady Mitchell    | Doug Brochu          | 1.01–2.26          |                    | Dirk Stollberg             |
| Zora Lancaster    | Allisyn Ashley Arm   | 1.01–2.25          |                    | Luisa Wietzorek            |
| Connie Munroe     | Nancy McKeon         |                    | 1.01–2.11          | Sabine Arnhold             |
| Marshall Pike     | Michael Kostroff     |                    | 1.01–2.23          | Hans Hohlbein              |
| Portlyn           | Jillian Murray       |                    | 1.02–2.26          | Julia Kaufmann             |
| Joy Bitterman     | Vicki Lewis          |                    | 1.05–2.13          | Liane Rudolph              |
| Murphy            | Steve Hytner         |                    | 1.06–2.19          | Gerald Schaale             |
| Dakota Condor     | Genevieve Hannelius  |                    | 1.10–2.19          | Nayana Heuer               |
| Mr. Condor        | Daniel Roebuck       |                    | 1.10–2.19          | Lutz Schnell               |

### Gaststars
| Rolle            | Darsteller        | Folge | Synchronsprecher     |
| ---------------- | ----------------- | ----- | -------------------- |
| Brenda           | Wendy Worthington | 1.03  | Sonja Deutsch        |
| Josh             | Brent Tarnol      | 1.04  | Karlo Hackenberger   |
| Lucy             | Eden Sher         | 1.06  | Anita Hopt           |
| Sharona          | Elisa Donovan     | 1.07  | Heide Domanowski     |
| Santiago Geraldo | Rich Ceraulo      | 1.08  | Michael Deffert      |
| James Conroy     | Kelly Blatz       | 1.09  | Tobias Nath          |
| Selena Gomez     | Selena Gomez      | 1.13  | Gabrielle Pietermann |
| Amber Algoode    | Raven-Symoné      | 2.15  | Julia Kaufmann       |
| Joe Jonas        | Joe Jonas         | 2.22  | Patrick Roche        |

- Buch und Dialogregie: Ulrike Lau
- Deutsche Bearbeitung: VSI Synchron GmbH

## Produktion
Der Erstentwurf sah eine Hauptrolle namens „Molly Monroe“ vor, die Sendung sollte ursprünglich Welcome to Mollywood heißen. Danach sollte der Name in Hollie geändert werden, was den Titel in „Welcome to Holliewood“ geändert hätte. Schlussendlich änderte Disney den Namen der Hauptrolle in Sonny Munroe und benannte die Sendung mit Sonny With A Chance.
Sonny Munroe ist eine Fernsehsendung in einer Fernsehsendung. So ein Zufall! spielt auf diverse echte amerikanische Sketch-Comedy-Shows an. In fast jeder Folge wird ein „So ein Zufall“-Sketch gezeigt. Der leitende Produzent von Sonny Munroe, Brian Robbins, schrieb zuvor die Sketche für die US-amerikanische Sketch-Comedy-Serie All That für Nickelodeon.
Am 25. August 2009 erschien in den USA die DVD zur Serie unter dem Titel Sonny's Big Break mit der Bonus Episode Sonny In The Middle.

## Spin-off
Am 19. April 2011 gab Demi Lovato bekannt, dass sie aus gesundheitlichen Gründen nicht mehr zur Serie zurückkehren wird und sie sich in Zukunft mehr auf ihre Musikkarriere konzentrieren möchte. Auch Disney bestätigte dies und gab außerdem noch bekannt, dass die Serie mit dem Beginn der dritten Staffel von „Sonny Munroe“ in „So ein Zufall!“ umbenannt wird. Die Dreharbeiten des Spin-offs begannen am 30. Januar 2011. Wie an der Umbenennung schon erkennbar ist, präsentierte die Serie ab dahin nur noch Sketche. Des Weiteren bot jede Folge ein musikalisches Highlight.

## Ausstrahlung
| Staffel   | Episoden | Ausstrahlung (USA) Disney Channel     | Ausstrahlung (Deutschland) Disney Channel | Ausstrahlung (Deutschland) Super RTL                      |
| --------- | -------- | ------------------------------------- | ----------------------------------------- | --------------------------------------------------------- |
| Staffel 1 | 21       | 8. Februar 2009 bis 22. November 2009 | 29. Mai 2009 bis 26. Juni 2010            | 8. November 2009 bis 15. Oktober 2010 (nicht vollständig) |
| Staffel 2 | 26       | 14. März 2010 bis 2. Januar 2011      | 3. September 2010 bis 24. Juli 2011       |                                                           |

### Episodenliste
| Nummer (gesamt) | Nummer (Staffel) | Originaltitel                    | Deutscher Titel            | Erstausstrahlung (Disney Channel USA) | Erstausstrahlung (Disney Channel Deutschland) | Erstausstrahlung (Super RTL) |
| 01              | 01               | Sketchy Beginnings               | Der erste Tag              | 8. Februar 2009                       | 19. Dezember 2009                             |                              |
| 02              | 02               | West Coast Story                 | West Coast Story           | 8. Februar 2009                       | 29. Mai 2009                                  | 8. November 2009             |
| 03              | 03               | Sonny at the Falls               | Sonny auf Abwegen          | 15. Februar 2009                      | 12. Juni 2009                                 | 27. Februar 2010             |
| 04              | 04               | You've Got Fan Mail              | Fanpost für Sonny          | 22. Februar 2009                      | 19. Juni 2009                                 | 28. Februar 2010             |
| 05              | 05               | Cheater Girls                    | Check das, Sonny!          | 1. März 2009                          | 26. Juni 2009                                 | 1. März 2010                 |
| 06              | 06               | Three's Not Company              | Besuch aus Wisconsin       | 8. März 2009                          | 3. Juli 2009                                  | 2. März 2010                 |
| 07              | 07               | Poll'd Apart                     | Die böse Hexe aus dem Netz | 15. März 2009                         | 10. Juli 2009                                 | 3. März 2010                 |
| 08              | 08               | Fast Friends                     | Diva gegen Ekel            | 29. März 2009                         | 17. Juli 2009                                 | 4. März 2010                 |
| 09              | 09               | Sonny with a Chance of Dating    | Küsschen, tschüsschen!     | 12. April 2009                        | 16. Oktober 2009                              |                              |
| 10              | 10               | Sonny and the Studio Brat        | Daddy's kleiner Engel      | 26. April 2009                        | 24. Juli 2009                                 | 6. März 2010                 |
| 11              | 11               | Promises, Prom-misses            | Der geheime Abschlussball  | 3. Mai 2009                           | 31. Juli 2009                                 | 6. März 2010                 |
| 12              | 12               | The Heartbreak Kid               | Verkuppelt!                | 17. Mai 2009                          | 7. August 2009                                | 7. März 2010                 |
| 13              | 13               | Battle of the Networks' Stars    | Die Zauberin vom Filmset   | 7. Juni 2009                          | 30. Oktober 2009                              | 15. Oktober 2010             |
| 14              | 14               | Prank'd                          | Die Promi-Kamera Falle     | 5. Juli 2009                          | 14. August 2009                               | 8. März 2010                 |
| 15              | 15               | Tales From The Prop House        | Kampf um die Requisite     | 2. August 2009                        | 26. Juni 2010                                 |                              |
| 16              | 16               | Sonny in the Kitchen with Dinner | Tawni's (Alp)Traum-Date    | 16. August 2009                       | 28. August 2009                               | 9. März 2010                 |
| 17              | 17               | Guess Who's Coming to Guest Star | Gaststar Chad              | 27. September 2009                    | 7. Mai 2010                                   |                              |
| 18              | 18               | Hart to Hart                     | Hart auf Hart              | 1. November 2009                      | 7. Mai 2010                                   |                              |
| 19              | 19               | Sonny in the Middle              | Die Geburtstagskrise       | 8. November 2009                      | 26. Juni 2010                                 |                              |
| 20              | 20               | Cookie Monster                   | Keksmonster                | 15. November 2009                     | 26. Juni 2010                                 |                              |
| 21              | 21               | Sonny: So Far                    | Tückische Talkshow         | 22. November 2009                     | 26. Juni 2010                                 |                              |

| Nummer (gesamt) | Nummer (Staffel) | Originaltitel                                                    | Deutscher Titel                       | Erstausstrahlung (Disney Channel USA) | Erstausstrahlung (Disney Channel Deutschland) | Erstausstrahlung (Super RTL) |
| 22              | 01               | Walk a Mile in My Pants                                          | Wenn die Hose kneift                  | 14. März 2010                         | 6. September 2010                             |                              |
| 23              | 02               | Sonny Get Your Goat                                              | Check mal Glendovia!                  | 21. März 2010                         | 7. September 2010                             |                              |
| 24              | 03               | Gassie Passes                                                    | Nie mehr Gassi mit Gassie             | 28. März 2010                         | 8. September 2010                             |                              |
| 25              | 04               | Sonny with a Song                                                | Sonnys Song                           | 11. April 2010                        | 3. September 2010                             |                              |
| 26              | 05               | High School Miserable                                            | Wahre Prinzessinnen                   | 18. April 2010                        | 9. September 2010                             |                              |
| 27              | 06               | The Legend of Candy Face                                         | Candyface                             | 2. Mai 2010                           | 14. September 2010                            |                              |
| 28              | 07               | Gummy with a Chance                                              | Kaugummiverbot                        | 9. Mai 2010                           | 13. September 2010                            |                              |
| 29              | 08               | Random Acts of Disrespect                                        | Besuch der alten Dame                 | 16. Mai 2010                          | 10. September 2010                            |                              |
| 30              | 09               | Grady with a Chance of Sonny Lady and the Vamp (Alternativtitel) | Grady und Sonny                       | 23. Mai 2010                          | 15. September 2010                            |                              |
| 31              | 10               | Falling for the Falls – Part 1                                   | Sonny und die Falls, Teil 1           | 6. Juni 2010                          | 16. September 2010                            |                              |
| 32              | 11               | Falling for the Falls – Part 2                                   | Sonny und die Falls, Teil 2           | 20. Juni 2010                         | 17. September 2010                            |                              |
| 33              | 12               | Sonny with a Secret – Part 1                                     | Sonny Munroe – Unter Verdacht! Teil 1 | 18. Juli 2010                         | 13. November 2010                             |                              |
| 34              | 13               | Sonny with a Secret – Part 2                                     | Sonny Munroe – Unter Verdacht! Teil 2 | 18. Juli 2010                         | 13. November 2010                             |                              |
| 35              | 14               | The Problem with Pauly                                           | Pauly macht Probleme                  | 8. August 2010                        | 21. Februar 2011                              |                              |
| 36              | 15               | That’s So Sonny                                                  | Eine Million Fans                     | 29. August 2010                       | 22. Februar 2011                              |                              |
| 37              | 16               | Chad without a Chance                                            | Eine Liste für Chad                   | 19. September 2010                    | 20. September 2010                            |                              |
| 38              | 17               | My Two Chads                                                     | Chad oder Chaz                        | 26. September 2010                    | 23. Februar 2011                              |                              |
| 39              | 18               | A So Random Halloween Special                                    | So ein Zufall: Halloween!             | 17. Oktober 2010                      | 24. Februar 2011                              |                              |
| 40              | 19               | Sonny with a 100 % Chance of Meddling                            | Einmischung garantiert!               | 24. Oktober 2010                      | 27. Februar 2011                              |                              |
| 41              | 20               | Dakota's Revenge                                                 | Izzy und die Fahrradklingel           | 14. November 2010                     | 28. Februar 2011                              |                              |
| 42              | 21               | Sonny with a Kiss                                                | Der Kuss                              | 21. November 2010                     | 1. März 2011                                  |                              |
| 43              | 22               | A So Random Holiday Special                                      | So ein Zufall: Fröhliche Weihnachten! | 28. November 2010                     | 26. März 2011                                 |                              |
| 44              | 23               | Sonny with a Grant                                               | Grant Mackenzie                       | 5. Dezember 2010                      | 2. März 2011                                  |                              |
| 45              | 24               | Marshall with a Chance                                           | Marshalls Traum                       | 12. Dezember 2010                     | 3. März 2011                                  |                              |
| 46              | 25               | Sonny with a Choice                                              | Eine verhängnisvolle Wahl             | 19. Dezember 2010                     | 4. März 2011                                  |                              |
| 47              | 26               | New Girl                                                         | Die neue Nachbarin                    | 2. Januar 2011                        | 24. Juli 2011                                 |                              |

## Soundtrack
Am 5. November 2010 erschien ein Soundtrack mit Songs aus der Serie.